# Кервалишвили, Паата Джамлетович
Паата Джамлетович Кервалишвили — д. ф.-м. н., профессор, научный руководитель Института прикладной физики Грузинского технического университета, президент Грузинской академии естественных наук, президент Евро-Средиземноморской академии наук и искусств (Афины, Лозанна).

## Биография
Родился 17 сентября 1949 года в Тбилиси. Получил диплом инженера-физика в Грузинском политехническом институте (1971).
В Государственном институте редких металлов в 1979 году присвоена ученая степень кандидата технических наук, а в Институте Атомной Энергии им. И. Курчатова — степень доктора физико-математических наук (1985). Старший научный сотрудник (1981), профессор (1989).
- 1970—1971 младший научный сотрудник Сухумского ФТИ
- 1971—1975 научный сотрудник Института стабильных изотопов (Тбилиси)
- 1975—1981 младший научный сотрудник и аспирант, старший научный сотрудник Гиредмет (Москва)
- 1982—1991 начальник отдела Института атомной энергии им И. Курчатова
- 1985—1991 профессор МИФИ.

С 1984 года профессор инженерно-физического факультета Грузинского политехнического института (университета). Также с 1998 года профессор факультета точных и естественных наук Тбилисского государственного университета.
В 1994—1999 годах работал в правительстве Грузии (госсекретарь Государственного комитета по науке и технологиям, помощник Президента в области науки и техники).
Научные интересы: физика конденсированных сред, молекулярная и квантовой физика, ядерные и лазерные технологии, новые материалы, сенсорные энергетические системы, информационные технологии.
Автор более 500 научных публикаций, книг, в том числе изданных в ИОС Пресс, Пергамон Пресс, Шпрингер.
Президент Грузинской Академии Естественных наук и президент Евро-Средиземноморской Академии Искусств и Наук.
Является обладателем более 20 премий и государственных наград (СССР, Грузия, Германия, Италия, различные общественные организации, научные академии и университеты США, Греции, Румынии, и т. д.)
Директор и координатор проектов (более 70) Всемирного банка, ЕС, МНТЦ, УНТЦ и председатель международных форумов и конференций (более 60), профессор европейских и американских университетов.

## Награды
- Премия Ленинского комсомола в области науки и техники 1978 года — за цикл работ по созданию и исследованию новых полупроводниковых материалов на основе легированных германия и кремния
- Государственная премия СССР в области науки и техники 1983 года
- Золотая медаль АН СССР (1979)
- Орден Чести (Грузия) (1999).